# Hryhorij Hansburh

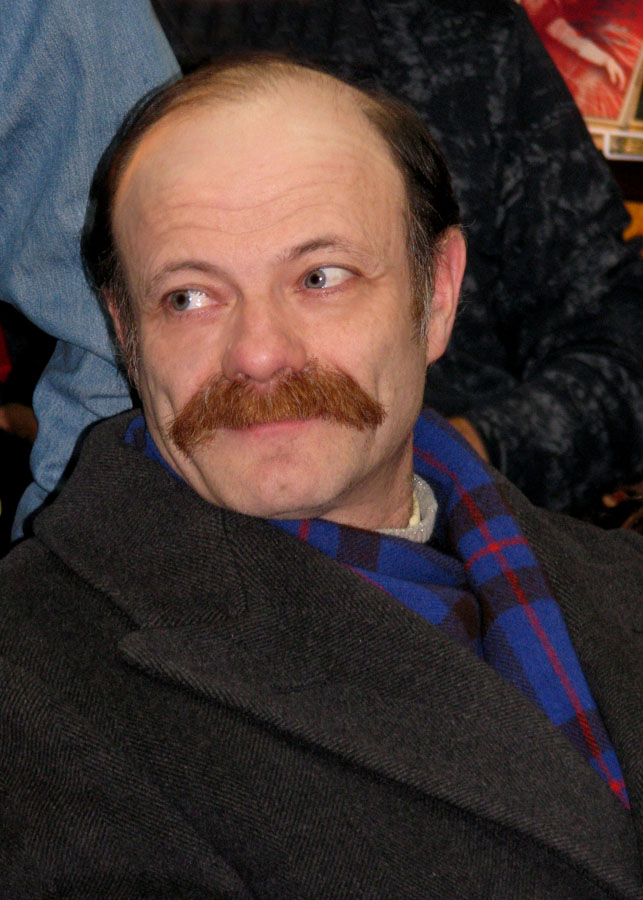
Hryhorij Hansburh

Hryhorij Israjilewytsch Hansburh (ukrainisch Григорій Ізраїлевич Ганзбург, englisch Grigoriy Hansburg; * 25. September 1954 in Charkiw) ist ein ukrainischer Musikwissenschaftler, Hochschullehrer und Musikkritiker. Außerdem gibt er Konzerte als Pianist.

## Leben
Hansburh machte eine Ausbildung zum Pianisten und absolvierte 1973 die Charkiwer Jugendmusikfachschule am Charkiwer Konservatorium. Er studierte danach unter anderem Musikgeschichte und graduierte 1978 an der Nationalen Universität der Künste Charkiw I. P. Kotljarewskyj an der Fakultät für Geschichte und Theorie.
In den Jahren 1978–1985 war er College-Lehrer am Poltava Musical College. 1984–2009 (mit Unterbrechungen) war er Hochschullehrer an der Nationalen Universität der Künste Charkiw I. P. Kotljarewskyj und 2013–2021 Mitglied des Dissertationsrates für die Verteidigung von Dissertationen. Seit 1984 unterrichtet er an der nach B. Lyatoshinsky benannten Charkower Musikhochschule.
1992–2002 war Hansburh wissenschaftlicher Leiter des Internationalen Musikfestivals „Kharkiv Assemblies“. (Schöpfer des Namens „Kharkiv Assemblies“ und des Mottos des Festivals „Resistance to Evil with Art“).

## Soziale Aktivitäten
- Mitglied des Nationalen Komponistenverband der Ukraine (seit 1989),[2] des Komponistenverbandes der ehemaligen UdSSR (seit 1990), des Union der Komponisten Russlands. (seit 2009).
- Mitglied der Nationalen Allukrainischen Musikunion (seit 1992).
- Mitglied der National Union of Journalists of Ukraine (seit 2011).

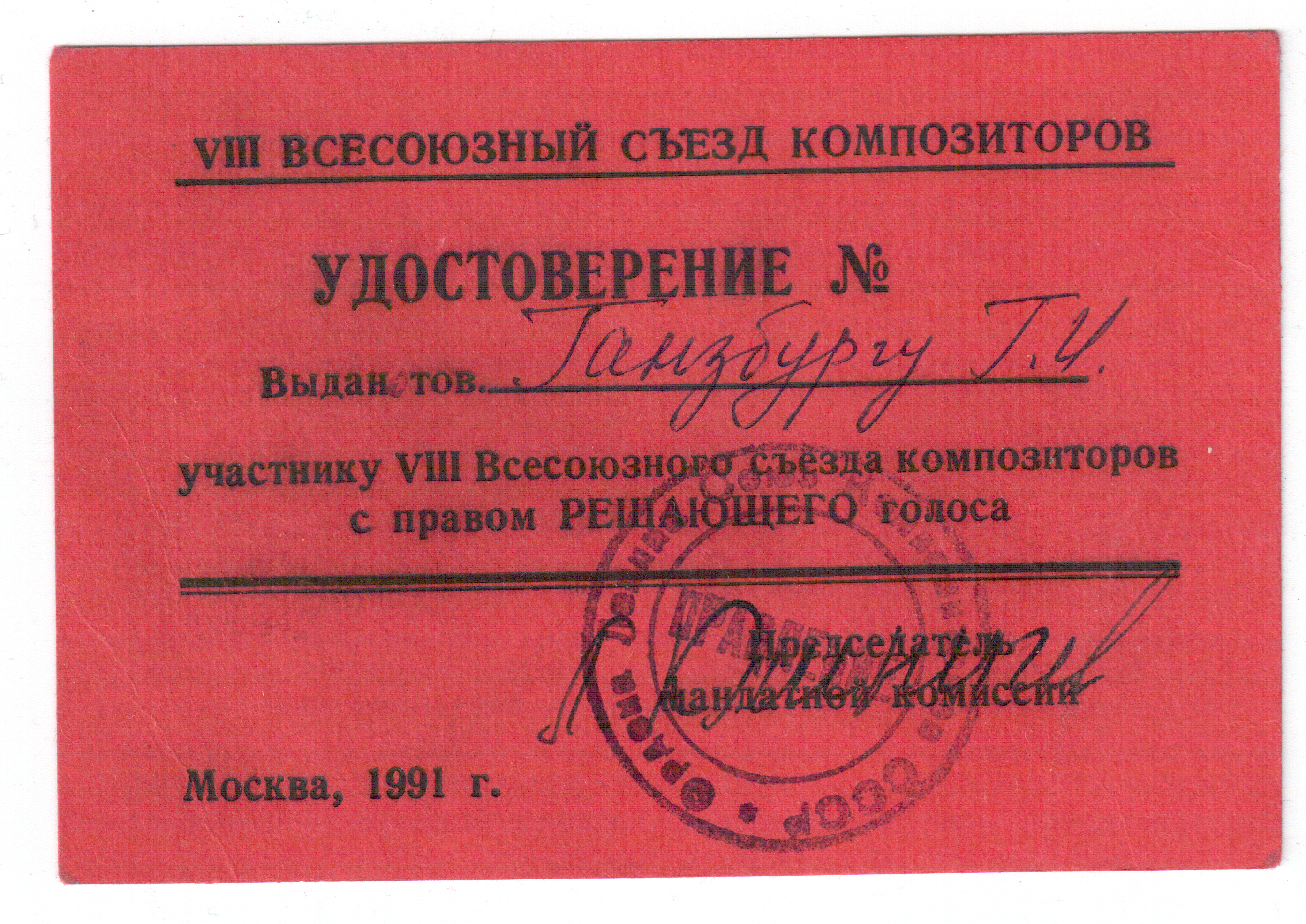
Mandat

- Mitbegründer und Vizepräsident der Vereinigung kreativer Intelligenz „Circle“ (seit 1993)
- Mitbegründer des Kharkov Fund for the Support of Young Talents (1994).
- Präsident der Schubert-Gesellschaft in Charkiw (seit 1996).
- Mitbegründer und Vorstandsmitglied der Wohltätigkeitsstiftung „Kharkiv Assemblies“ (seit 2012).
- Mitglied der Jury von Berufswettbewerben und Olympiaden, insbesondere im November 2017 und 2019. nahm an der Arbeit der Jury des ersten und zweiten gesamtukrainischen Gesangswettbewerbs „World Classics in Ukrainisch“ teil.[3]

## Kreative und wissenschaftliche Tätigkeit
- Autor von Arbeiten auf dem Gebiet der Musikgeschichte und -theorie, Schumann-Studien, Schubert-Studien, Musikpädagogik, Quellenkunde, Lexikographie.
- 1976 führte er einen neuen Zweig der Musikwissenschaft ein - Librettologie (die Wissenschaft von der verbalen Komponente musikalischer Werke).
- 1996 entwickelte und führte er den Ausbildungsgang „Musical Landeskunde“ ein. Studienplaner für muses.

## Musikwissenschaftliche Arbeiten

### Bücher und Broschüren
- Hansburg G. Elisabeth Kulmann (Materialien für die Bibliographie). - Charkiw: Institut für Musikwissenschaft, 1997.
- Hansburg G. Artikel über Schubert. - Charkiw: RA, 1997. - 28 S. (Institut für Musikwissenschaft. Schubert-Gesellschaft.) ISBN 966-7012-11-5.
- Hansburg G. Artikel über die Dichterin Elisabeth Kulmann. - Charkiw: Institut für Musikwissenschaft-RA, 1998. - 52 p. ISBN 966-7012-03-4.
- Hansburg G. Musikjournalismus und -kritik: Curriculum. - Charkiw, 1999. - 12 p.
- Hansburg G. Ваш ребенок и музыка (Ihr Kind und die Musik). - Charkiw, 2006. - 40 p. ISBN 966-7950-26-3.
- Hansburg G. A. S. Puschkins Gedicht „19. Oktober 1827“ und die Interpretation seiner Bedeutung in der Musik von A. S. Dargomyzhsky. - Charkiw, 2007. - 28 p. ISBN 966-7950-32-8
- Hansburg G. Theatralik in den Gesangszyklen von Robert Schumann: Eine Studie. - Saarbrücken: LAP Lambert Academic Publishing, 2012. - 128 S. ISBN 978-3-659-10435-0
- Hansburg G. Zur Musik von Rachmaninow: 2. Aufl. - [B. m.]: Publishing Solutions, 2015. ISBN 978-5-4474-0566-3
- Hansburg G. Über den Schriftsteller unter dem Pseudonym S. Sviridenko. - [B. m.]: Verlagslösungen, 2021. - 84 S. ISBN 978-5-0055-1340-3
- Hansburg G. Chronologisches Verzeichnis der Literatur über die Dichterin Elizaveta Kuhlman. - [B. m.]: Verlagslösungen, 2021. - 42 S. ISBN 978-5-0055-1834-7
- Hansburg G. Fatum Akkord von Tschaikowsky. - [B. m.]: Verlagslösungen, 2021. - 28 S. ISBN 978-5-0055-2837-7
- Hansburg G. Liedtheater von Robert Schumann. — M.: Komponist, 2022. — 148 S. ISBN 978-5-6047149-3-5
- Hansburg G. Über die Dichterin Elisabeth Kulmann. Aufsätze. – Hannover: Seven Arts, 2025. – 178 S. ISBN 978-1-326-50510-3